# Zagrebački lokalni izbori 2009.
Lokalni izbori u Zagrebu 2009. godine održani su 17. i 31. svibnja 2009., a birali su se gradonačelnik te članovi Gradske skupštine Grada Zagreba i mjesne samouprave (vijeća gradskih četvrti i mjesnih odbora). Aktualni gradonačelnik Milan Bandić tražio je četvrti mandat na čelu grada, na listi Socijaldemokratske partije Hrvatske (SDP), u koaliciji s Hrvatskom strankom umirovljenika (HSU).
Na ovim izborima prvi put se gradonačelnik birao neposredno. Prvi krug izbora održan je 17. svibnja, a u drugi krug ušli su Bandić i nezavisni kandidat Josip Kregar, koji je 2000. godine kratko obnašao dužnost Vladinog povjerenika za Zagreb. Na izborima za gradsku skupštinu, koalicija SDP–HSU osvojila je 24 od ukupno 51 mjesta, dva manje od potrebne većine. Koalicija predvođena Hrvatskom demokratskom zajednicom (HDZ) osvojila 13 mjesta. Drugi krug izbora za gradonačelnika održan je 31. svibnja, na kojima je Bandić osvojio 61,84% i četvrti gradonačelnički mandat.

## Pozadina
Na lokalnim izborima 2009. godine prvi se puta neposredno birao gradonačelnik Zagreba. Socijaldemokratska partija Hrvatske (SDP) na izbore je izašla u koaliciji s Hrvatskom strankom umirovljenika (HSU). Aktualni gradonačelnik Milan Bandić bio je kandidat koalicije za čelno mjesto u gradu, što bi mu bio četvrti mandat na čelu grada. Prilikom potpisivanja koalicijskog sporazuma, Bandić i tadašnji predsjednik SDP-a Zoran Milanović negirali su nagađanja o trzavicama u stranci.
Kandidat Hrvatske demokratske zajednice (HDZ) bio je Jasen Mesić, kojeg su podržali i Hrvatska seljačka stranka (HSS) te Hrvatska socijalno-liberalna stranka (HSLS). Nezavisni kandidat Josip Kregar slovio je kao najizgledniji protukandidat Bandiću u drugom krugu. Kregar je 2000. godine kratko bio Vladin povjerenik za Grad Zagreb, nakon što je raspuštena skupština i sazvani izvanredni izbori.

## Rezultati izbora

### Gradonačelnik
| Kandidat                                  | Kandidat                       | Stranke i koalicije                                                                                              | Prvi krug | Prvi krug | Drugi krug | Drugi krug |
| Kandidat                                  | Kandidat                       | Stranke i koalicije                                                                                              | Glasova   | %         | Glasova    | %          |
| ----------------------------------------- | ------------------------------ | --- | --------- | --------- | ---------- | ---------- |
|                                           | Milan Bandić                   | Socijaldemokratska partija Hrvatske (SDP) Hrvatska stranka umirovljenika (HSU)                                   | 146.021   | 48,54%    | 149.991    | 61,84%     |
|                                           | Josip Kregar                   | Nezavisni | 69.744    | 23,18%    | 88.832     | 36,62%     |
|                                           | Jasen Mesić                    | Hrvatska demokratska zajednica (HDZ) Hrvatska seljačka stranka (HSS) Hrvatska socijalno-liberalna stranka (HSLS) | 39.623    | 13,17%    |            |            |
|                                           | Tatjana Holjevac               | Nezavisni | 17.616    | 5,86%     |            |            |
|                                           | Miroslav Rožić                 | Nezavisni | 11.693    | 3,89%     |            |            |
|                                           | Zlatko Klarić                  | Akcija socijaldemokrata Hrvatske (ASH) Demokratska stranka umirovljenika (DSU)                                   | 4.869     | 1,62%     |            |            |
|                                           | Antun Kljenak                  | Hrvatska stranka prava (HSP)                                                                                     | 4.377     | 1,45%     |            |            |
|                                           | Stipe Tojčić                   | Nezavisni | 1.164     | 0,39%     |            |            |
| Nevažećih listića                         | Nevažećih listića              | Nevažećih listića                                                                                                | 5.470     | 1,82%     | 3.601      | 1,49%      |
| Ukupno                                    | Ukupno                         | Ukupno | 300.836   | 100%      | 242.546    | 100%       |
| Registriranih birača/izlaznost            | Registriranih birača/izlaznost | Registriranih birača/izlaznost                                                                                   | 721.522   | 41,69%    | 721.527    | 33,62%     |
| Izvor: Izborno povjerenstvo Grada Zagreba |                                | |           |           |            |            |

### Gradska skupština
Na izborima za Gradsku skupštinu Grada Zagreba birao se 51 zastupnik. Izlaznost je bila viša nego na prethodnim izborima, 41,69%. Koalicija SDP–HSU osvojila je 33,3% glasova i 24 zastupnička mjesta. Koalicija HDZ–HSS–HSLS osvojila je 18,4% glasova i 13 mjesta. Hrvatska narodna stranka – liberalni demokrati (HNS–LD) i Savez hrvatskih umirovljenika i seniora (SHUS) osvojili su u koaliciji 5 mjesta, kao i Nezavisna lista Velimira Sriće, dok je Nezavisna lista Tatjane Holjevac osvojila 4 mjesta. Ostale liste bile su ispod izbornog praga.
| Stranke i koalicije                       | Stranke i koalicije                                                                                              | Nositelj liste    | Glasovi | Glasovi | Glasovi | Mandati | Mandati |
| Stranke i koalicije                       | Stranke i koalicije                                                                                              | Nositelj liste    | Ukupno  | %       | ±pb     | Ukupno  | +/−     |
| ----------------------------------------- | --- | ----------------- | ------- | ------- | ------- | ------- | ------- |
|                                           | Socijaldemokratska partija Hrvatske (SDP) Hrvatska stranka umirovljenika (HSU)                                   | Zoran Milanović   | 97.678  | 33,34   | –7,61   | 24      | –1      |
|                                           | Hrvatska demokratska zajednica (HDZ) Hrvatska seljačka stranka (HSS) Hrvatska socijalno-liberalna stranka (HSLS) | Jasen Mesić       | 54.006  | 18,43   | +3,03   | 13      | +4      |
|                                           | Hrvatska narodna stranka – liberalni demokrati (HNS–LD) Savez hrvatskih umirovljenika i seniora (SHUS)           | Radimir Čačić     | 23.981  | 8,18    | +0,07   | 5       | +1      |
|                                           | Nezavisna lista Velimira Sriće                                                                                   | Velimir Srića     | 23.384  | 7,98    | nova    | 5       | nova    |
|                                           | Nezavisna lista Tatjane Holjevac                                                                                 | Tatjana Holjevac  | 18.712  | 6,39    | –0,58   | 4       | ±0      |
|                                           | Nezavisna lista Miroslava Rožića                                                                                 | Miroslav Rožić    | 11.166  | 3,81    | nova    | 0       | nova    |
|                                           | Jedino Hrvatska – Pokret za Hrvatsku                                                                             | Ljubo Ćesić Rojs  | 10.011  | 3,42    | nova    | 0       | nova    |
|                                           | Zelena lista | Vlasta Toth       | 8.156   | 2,78    | nova    | 0       | nova    |
|                                           | Hrvatska stranka prava (HSP)                                                                                     | Goran Bradić      | 6.521   | 2,23    | –9,13   | 0       | –6      |
|                                           | Akcija socijaldemokrata Hrvatske (ASH) Demokratska stranka umirovljenika (DSU)                                   | Zlatko Klarić     | 6.351   | 2,17    | +0,62   | 0       | ±0      |
|                                           | Ostali | Ostali            | 33.043  | 11,28   |         | 0       |         |
| Ukupno:                                   | Ukupno: | Ukupno:           | 293.009 |         |         | 51      |         |
| Nevažeći glasovi:                         | Nevažeći glasovi:                                                                                                | Nevažeći glasovi: | 7.468   | 2,49    |         |         |         |
| Izlaznost:                                | Izlaznost: | Izlaznost:        | 300.828 | 41,69   | +5,75   |         |         |
| Broj birača:                              | Broj birača: | Broj birača:      | 721.522 |         |         |         |         |
|                                           | |                   |         |         |         |         |         |
| Izvor: Izborno povjerenstvo Grada Zagreba | |                   |         |         |         |         |         |

| Postotak glasova    | Postotak glasova    | Postotak glasova | Postotak glasova | Postotak glasova |
| ------------------- | ------------------- | ---------------- | ---------------- | ---------------- |
|                     |                     |                  |                  |                  |
| SDP–HSU             | SDP–HSU             |                  | 33,34%           | 33,34%           |
| HDZ–HSS–HSLS        | HDZ–HSS–HSLS        |                  | 18,43%           | 18,43%           |
| HNS–LD–SHUS         | HNS–LD–SHUS         |                  | 8,18%            | 8,18%            |
| NL Velimira Sriće   | NL Velimira Sriće   |                  | 7,98%            | 7,98%            |
| NL Tatjane Holjevac | NL Tatjane Holjevac |                  | 6,39%            | 6,39%            |
| NL Miroslava Rožića | NL Miroslava Rožića |                  | 3,81%            | 3,81%            |
| Jedino Hrvatska     | Jedino Hrvatska     |                  | 3,42%            | 3,42%            |
| Zelena lista        | Zelena lista        |                  | 2,78%            | 2,78%            |
| HSP                 | HSP                 |                  | 2,23%            | 2,23%            |
| ASH–DSU             | ASH–DSU             |                  | 2,17%            | 2,17%            |
| Ostali              | Ostali              |                  | 11,28%           | 11,28%           |
|                     |                     |                  |                  |                  |

| Postotak mandata    | Postotak mandata    | Postotak mandata | Postotak mandata | Postotak mandata |
| ------------------- | ------------------- | ---------------- | ---------------- | ---------------- |
|                     |                     |                  |                  |                  |
| SDP–HSU             | SDP–HSU             |                  | 47,06%           | 47,06%           |
| HDZ–HSS–HSLS        | HDZ–HSS–HSLS        |                  | 25,49%           | 25,49%           |
| HNS–LD–SHUS         | HNS–LD–SHUS         |                  | 9,80%            | 9,80%            |
| NL Velimira Sriće   | NL Velimira Sriće   |                  | 9,80%            | 9,80%            |
| NL Tatjane Holjevac | NL Tatjane Holjevac |                  | 7,84%            | 7,84%            |
|                     |                     |                  |                  |                  |

## Poveznice
Dodatak:Popis zagrebačkih gradonačelnika

## Vanjske poveznice
- Službene stranice Grada Zagreba vezane uz izbore